# Heidi Mück
Heidi Mück (geboren am 28. Juni 1964 in Basel) ist eine Schweizer Politikerin (BastA). Sie war von 2004 bis 2016 und ist seit 2021 erneut Grossrätin des Kantons Basel-Stadt.

## Leben

### Herkunft, Ausbildung und Beruf
Heidi Mück ist in Basel als Tochter eines österreichischen Kochs und einer jurassischen Buffetangestellten aufgewachsen. Ihre Mutter übernahm später als Wirtin das Gundeldinger «Café Gaiser», wo die Familie von da an in der Wohnung über dem Café wohnte.
Sie besuchte die Schulen in Basel, wo sie auch die Matura machte. Danach begann sie ein Studium der Kunstgeschichte und Musikwissenschaft, brach dieses jedoch bald wieder ab. Stattdessen machte sie eine Ausbildung zur Gymnastikpädagogin.
Beruflich war Mück zuerst als Rhythmiklehrerin an den Basler Kleinklassen, danach als Sekretärin für die Gewerkschaft Erziehung (später VPOD Region Basel) tätig. Anschliessend arbeitete sie für das Forum für die Integration der Migrantinnen und Migranten (FIMM Schweiz). Seit 2015 ist sie Geschäftsleiterin der FachFrauen Umwelt ffu-pee.

### Politik
Heidi Mück rückte im Juli 2004 wenige Monate vor den Gesamterneuerungswahlen für Nurettin Elibal in den Grossen Rat des Kantons Basel-Stadt nach. Bei den Wahlen im Herbst wurde sie bestätigt. Im Grossen Rat nahm sie als Mitglied der Fraktion «Grünes Bündnis» unter anderem Einsitz in der Wirtschafts- und Abgabekommission (2005–2009), der Wahlvorbereitungskommission (2007–2009), der Bildungs- und Kulturkommission (2009–2016) und der Geschäftsprüfungskommission (2016).
2016 trat sie vor den im selben Jahr stattfindenden Wahlen zurück, bei der sie wegen einer kantonalen Amtszeitbeschränkung nicht mehr hätte antreten können. Bei den Wahlen im Herbst kandidierte sie erfolglos für den Regierungsrat. Für Beachtung sorgten sowohl ihr überraschend gutes Ergebnis im ersten Wahlgang als auch, dass sie sich im zweiten Wahlgang dem Bisherigen Baschi Dürr (FDP) nur um rund 1800 Stimmen geschlagen geben musste.
Bei den Wahlen 2020 wurde sie erneut in den Grossen Rat gewählt. Nachdem sich bei den Regierungsratswahlen die amtierende Regierungspräsidentin Elisabeth Ackermann aufgrund ihres schlechten Abschneidens im ersten Wahlgang zurückgezogen hatte, trat Mück für den zweiten Wahlgang an. Sie konnte Ackermanns Sitz jedoch nicht verteidigen, wodurch die Basler Linke erstmals seit den Wahlen 2005 die Regierungsmehrheit einbüsste.
Heidi Mück geriet in die Kritik, weil sie der BDS-Bewegung nahestand, die sich für den Boykott von Produkten aus Israel starkmacht und als antisemitisch gilt. Mück hat sich während beider Regierungsratskandidaturen von BDS distanziert.

### Privates
Mück wohnt in Kleinhüningen. Sie hat drei erwachsene Söhne.